# Sint-Eligiuskerk (Krewinkel)
De Sint-Eligiuskerk is de parochiekerk van de tot de gemeente Büllingen behorende plaats Krewinkel in de Belgische provincie Luik. De parochie omvat tevens de gehuchten Afst, Allmuthen, en Kehr.

## Geschiedenis
Vanouds kerkte men in de Sint-Eligiuskapel, welke in 1924 tot parochiekerk werd verheven. Einde jaren '50 van de 20e eeuw wilde men de kapel uitbreiden met een aanbouw. Dit plan werd echter afgewezen vanwege het monumentale karakter van de kapel.
Uiteindelijk werd een nieuwe kerk gebouwd, welke in 1961 in gebruik werd genomen. De kapel werd vervolgens gerestaureerd en voor culturele doeleinden benut.
De nieuwe kerk werd geheel betaald door bijdragen van de parochianen.

## Gebouw
Het betreft een zaalkerk in modernistische stijl, gedekt door een zadeldak met een afschuining aan de noordzijde. De kerk heeft een op het zuiden gericht koor en een klokkentoren aan de oostzijde. Het koor is aan de oost- en de westzijde verbreed, waardoor zijkapellen zijn gevormd met daarin respectievelijk een piëta (een kopie van de piëta van Trier) en een ruimte die als doopkapel wordt gebruikt.
Links naast de zijingang is een kunstwerk in pleisterwerk en mozaïek aangebracht dat de Heilige Eligius verzinnebeeldt.
De kerk bezit enkele moderne glas-in-loodramen en glas-in-betonramen.